# 戦極 〜第十陣〜
戦極 〜第十陣〜（せんごく だいじゅうじん）は、日本の総合格闘技団体「戦極」の大会の一つ。2009年9月23日、埼玉県さいたま市のさいたまコミュニティアリーナで開催された。

## 大会概要
メインイベントではアテネオリンピック柔道銀メダリストの泉浩が総合格闘技デビューを果たすも、アンズ・"ノトリアス"・ナンセンにKO負けを喫した。
オープニングファイトでは、戦極G!杯の日本王者 vs. 韓国王者の対抗戦が行われ、日本が2勝1敗で勝ち越した。

## 試合結果

### オープニングファイト
第1試合 戦極G!杯 3VS3日韓戦 バンタム級 5分2R
○  ソ・ジェヒョン vs.  小森亮介 ×
2R終了 判定3-0（20-17、20-18、20-18）
第2試合 戦極G!杯 3VS3日韓戦 フェザー級 5分2R
○  大澤茂樹 vs.  キム・ギヒョン ×
2R終了 判定3-0（20-18、20-19、20-19）
第3試合 戦極G!杯 3VS3日韓戦 ライト級 5分2R
○  臼田育男 vs.  ベク・ウヒョン ×
1R 4:59 TKO（レフェリーストップ：パウンド）

### 本戦カード
第1試合 ライト級ワンマッチ 5分3R
○  真騎士 vs.  山田哲也 ×
2R 1:12 TKO（レフェリーストップ：パウンド）
第2試合 ミドル級ワンマッチ 5分3R
○  ジョー・ドークセン vs.  佐藤豪則 ×
2R 4:27 TKO（レフェリーストップ：パウンド）
第3試合 ウェルター級ワンマッチ 5分3R
○  ダン・ホーンバックル vs.  ニック・トンプソン ×
2R 1:30 TKO（レフェリーストップ：スタンドパンチ連打）
第4試合 ライトヘビー級ワンマッチ 5分3R
○  ファビオ・シウバ vs.  川村亮 ×
1R 2:28 TKO（タオル投入：パウンド）
第5試合 ライト級ワンマッチ 5分3R
○  横田一則 vs.  ライアン・シュルツ ×
1R 2:31 KO（右フック）
第6試合 ウェルター級ワンマッチ 5分3R
○  瀧本誠 vs.  イ・ジェソン ×
3R終了 判定3-0（30-30※瀧本優勢、30-28、30-29）
第7試合 ヘビー級ワンマッチ 5分3R
○  アントニオ・シウバ vs.  BIG・ジム・ヨーク ×
1R 3:51 肩固め
第8試合 ライトヘビー級ワンマッチ 5分3R
○  アンズ・"ノトリアス"・ナンセン vs.  泉浩 ×
1R 2:56 KO（スタンドパンチ連打）

### 賞
ベストバウト賞： アンズ・"ノトリアス"・ナンセン vs. 泉浩
各選手にはボーナスとして100万円が支給された。